# Darwin (cratère martien)
Pour les articles homonymes, voir Darwin.
Ne doit pas être confondu avec Darwin (cratère lunaire).

Darwin est un cratère d'impact situé sur Mars à 57°S 19°E  
au sud-est de Argyre Planitia dans Noachis Terra. Il est à environ 176 km de diamètre. Le nom du cratère a été approuvé par l'IAU en 1973.